# Jungfrur

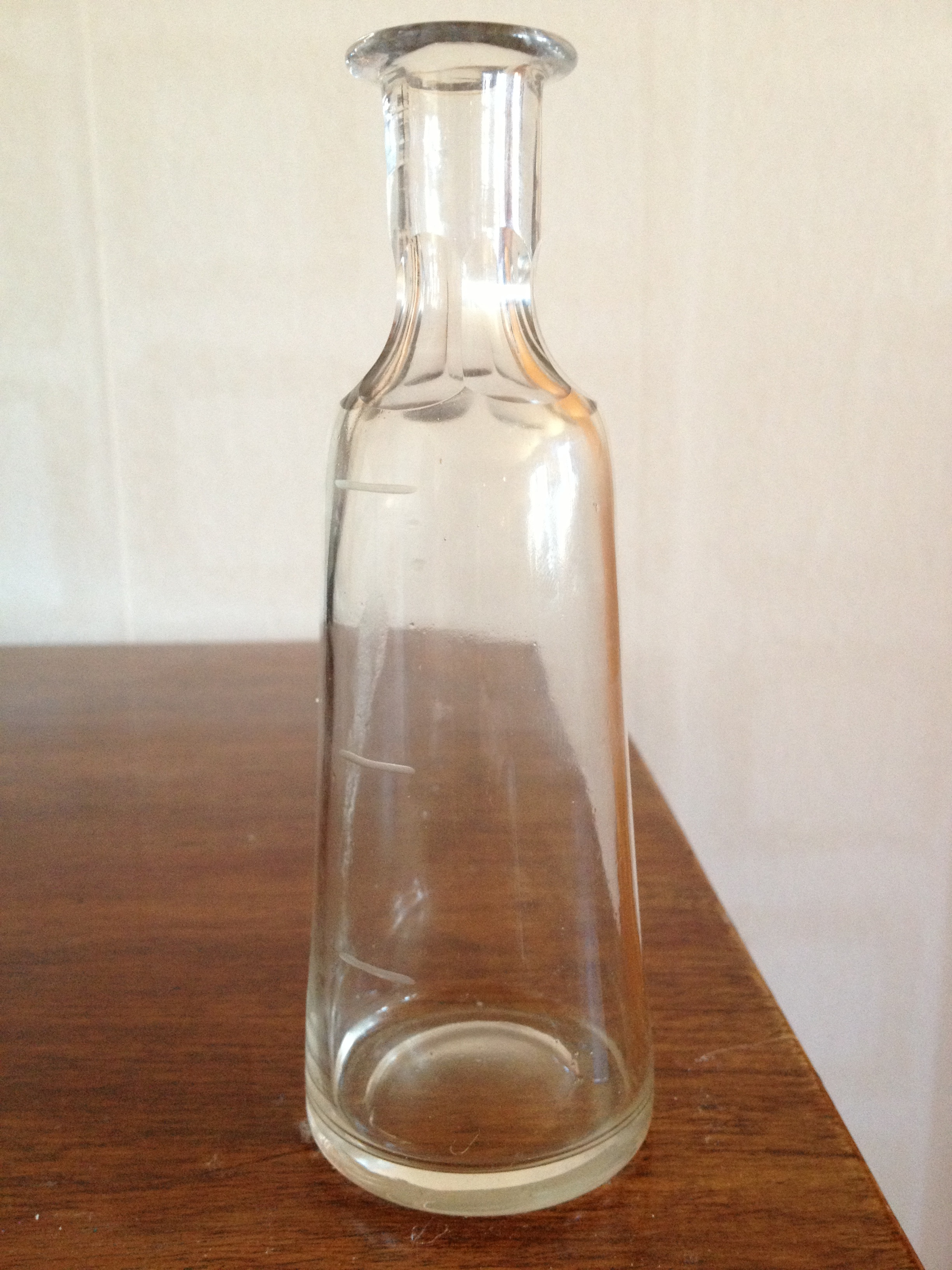
Jungfrur-Maß für Branntwein

Jungfrur, Jungfrau, war ein schwedisches Volumenmaß und gehörte zu den kleinen Flüssigkeits- und Getreidemaßen. Das Maß leitete sich von der Kanna/Kanne ab und war allgemein 1/32 davon.
Bei Flüssigkeiten war:
- 1 Jungfrur = 0,08182 Liter.

Die Maßkette bei Flüssigkeiten war:
- 1 Am (Ohm) = 4 Ankar (Anker) = 60 Kanna (Kanne) = 120 Stop/Stoop[1] = 480 Qvarter (Quart) = 1920 Jungfrur (Jungfrau)
- 1 Kanna = 2,618188 Liter = 1/10 Kubikfuß.

Bei der Anwendung als Getreidemaß musste mit einem Streichholz gestrichen werden. Dafür wurde je Tonne bei Getreide oder Hülsenfrüchten 4, Malz 6, Baukalk und Salz 2 Zulagen in der Größe Kappar gewährt. Die Kanna war gleich groß zur Kanna Flüssigkeiten.
- 1 Jungfrur = 0,08172 Liter

Die Maßkette beim Getreidemaß war:
- 1 Tonna (Tonne) = 2 Spann = 4 Halfspann/Skäppa[3] = 8 Fjerding/Fjerdingar (Viertel) = 32 Kappar = 56 Kanna = 112 Stop = 449 Qvarter = 1792 Jungfrur (Ort)
- 1 Tonna = 7384 Pariser Kubikzoll = 146,45 Liter.